# Mistrzostwa Europy w Lekkoatletyce 1971 – sztafeta 4 × 100 m mężczyzn
Sztafeta 4 × 100 metrów mężczyzn była jedną z konkurencji rozgrywanych podczas X Mistrzostw Europy w Helsinkach. Biegi eliminacyjne zostały rozegrane 14 sierpnia, a bieg finałowy 15 sierpnia 1971 roku. Zwycięzcą tej konkurencji została sztafeta Czechosłowacji w składzie: Ladislav Kříž, Juraj Demeč, Jiří Kynos i Luděk Bohman. W rywalizacji wzięło udział czterdziestu zawodników z dziesięciu reprezentacji.

## Rekordy
| Rekord świata     | Stany Zjednoczone · (Charles Greene, Melvin Pender, Ronnie Ray Smith, Jim Hines)      | 38,2  | Meksyk, Meksyk | 20.10.1968 |
| Rekord Europy     | Francja · (Gérard Fenouil, Jocelyn Delecour, Claude Piquemal, Roger Bambuck)          | 38,4  | Meksyk, Meksyk | 20.10.1968 |
| Rekord mistrzostw | Francja · (Alain Sarteur, Patrick Bourbeillon, Gérard Fenouil, François Saint-Gilles) | 38,89 | Ateny, Grecja  | 20.09.1969 |

## Wyniki

### Eliminacje
Bieg 1
| Miejsce | Reprezentacja   | Zawodnicy                                                                 | Czas  | Uwagi |
| ------- | --------------- | ------------------------------------------------------------------------- | ----- | ----- |
| 1       | RFN             | Manfred Ommer, Karl-Heinz Klotz, Gerhard Wucherer, Franz-Peter Hofmeister | 39,55 | Q     |
| 2       | Wielka Brytania | Brian Green, Martin Reynolds, Don Halliday, Les Piggot                    | 39,77 | Q     |
| 3       | Polska          | Gerard Gramse, Tadeusz Cuch, Zenon Nowosz, Marian Dudziak                 | 39,83 | Q     |
| 4       | Włochy          | Vincenzo Guerini, Pietro Mennea, Pasqualino Abeti, Ennio Preatoni         | 39,95 | Q     |
| 5       | Szwecja         | Curt Johansson, Thorsten Johansson, Bo Söderberg, Anders Faager           | 40,67 |       |

Bieg 2
| Miejsce | Reprezentacja  | Zawodnicy                                                                      | Czas  | Uwagi |
| ------- | -------------- | ------------------------------------------------------------------------------ | ----- | ----- |
| 1       | Francja        | Dominique Chauvelot, Patrick Bourbeillon, Gérard Fenouil, Jean-Pierre Grès     | 39,40 | Q     |
| 2       | NRD            | Hans-Jürgen Bombach, Jörg Pfeifer, Hermann Burde, Hans-Joachim Zenk            | 39,42 | Q     |
| 3       | Czechosłowacja | Ladislav Kříž, Juraj Demeč, Jiří Kynos, Luděk Bohman                           | 39,77 | Q     |
| 4       | ZSRR           | Aleksandr Kornieluk, Aleksandr Żydkich, Aleksandr Lebiediew, Aleksiej Czebykin | 39,78 | Q     |
| –       | Jugosławia     | Hrvoje Vincijanović, Ivica Karasi, Miro Kocuvan, Predrag Križan                | DNF   |       |

### Finał
| Miejsce | Reprezentacja   | Zawodnicy                                                                      | Czas  | Uwagi |
| ------- | --------------- | ------------------------------------------------------------------------------ | ----- | ----- |
| 1       | Czechosłowacja  | Ladislav Kříž, Juraj Demeč, Jiří Kynos, Luděk Bohman                           | 39,32 | NR    |
| 2       | Polska          | Gerard Gramse, Tadeusz Cuch, Zenon Nowosz, Marian Dudziak                      | 39,72 |       |
| 3       | Włochy          | Vincenzo Guerini, Pietro Mennea, Pasqualino Abeti, Ennio Preatoni              | 39,78 |       |
| 4       | Wielka Brytania | Brian Green, Martin Reynolds, Don Halliday, Les Piggot                         | 39,78 |       |
| 5       | ZSRR            | Aleksandr Kornieluk, Aleksandr Żydkich, Aleksandr Lebiediew, Aleksiej Czebykin | 40,00 |       |
| –       | RFN             | Manfred Ommer, Karl-Heinz Klotz, Gerhard Wucherer, Franz-Peter Hofmeister      | DNF   |       |
| –       | NRD             | Hans-Jürgen Bombach, Jörg Pfeifer, Hermann Burde, Hans-Joachim Zenk            | DQ    |       |
| –       | Francja         | Dominique Chauvelot, Patrick Bourbeillon, Gérard Fenouil, Jean-Pierre Grès     | DQ    |       |